# Земская школа
Зе́мская шко́ла (полное официальное название — одноклассное народное училище ведомства Министерства народного просвещения) — самый распространённый тип начального учебного заведения Российской империи с конца 1870-х годов по 1917 год.
Земские школы, появившиеся после учреждения земств в 1864 году, действовали в сельской местности в земских губерниях. Их деятельность регулировалась «Положениями о начальных народных училищах» 1864 и 1874 годов. Школы представляли собой учебные заведения с трёхлетним курсом, где дети всех трёх лет обучения (разделённые на три отделения) одновременно занимались в одной классной комнате с единственным учителем. С начала XX века постепенно распространился и тип школы с четырёхлетним учебным курсом, двумя классами (по два отделения в классе) и двумя учителями — так называемая двухкомплектная школа. В школе преподавали русский язык и чистописание, арифметику в простейшем изложении, Закон Божий и церковнославянский язык, церковное пение. Основной задачей школы признавалось сообщение ученикам устойчивых навыков грамотности. Обучением в школе занимались постоянно занятые народные учителя и приходящие законоучители-священники. В школе обучались дети обоих полов без ограничения по сословиям и вероисповеданиям. Обучались в земских школах обычно дети в возрасте 8—12 лет. Обучение было бесплатным. Школы содержались земствами и находились под контролем чиновников Министерства народного просвещения — директоров и инспекторов начальных училищ. Финансирование школ было совместным, осуществлялось за счёт сельских обществ и волостей, земств и государства; при этом финансовое участие государства постоянно росло, в то время как участие крестьянских обществ сокращалось. С конца 1900-х годов земства перешли к построению школьных сетей, рассчитанных на достижение всеобщего обучения в течение 5—15 лет.

## Обзор начального образования в Российской империи

### Общее описание системы начального народного образования (послереформенный период)
По состоянию на 1917 год, в Российской империи существовали следующие основные типы начальных училищ:
- Высшие начальные училища с шести- и восьмилетним общим курсом обучения (назывались также многоклассными училищами). К этому типу принадлежали учреждённые в 1803 году уездные училища и учреждённые в 1872 году городские училища. С 1912 года городские училища стали преобразовывать в четырёхлетние высшие начальные училища, в первый класс которых принимали выпускников одноклассных училищ (на тот момент имевших преимущественно четырёхлетний курс обучения).
- Двухклассные начальные училища с четырёх- и пятилетним курсом обучения. К этому типу принадлежали двухклассные училища Министерства народного просвещения («министерские» училища), двухклассные церковно-приходские училища, двухклассные училища по Уставу 1828 года, начальные городские училища.
- Одноклассные начальные училища с двухлетним-четырёхлетним курсом обучения. К этому типу принадлежали сельские училища по Положению 1874 года («земская школа»), одноклассные училища Министерства народного просвещения («министерские» училища), одноклассные церковно-приходские училища, одноклассные училища по Уставу 1828 года.
- Училища с курсом обучения ниже одноклассных. К этому типу принадлежали церковно-приходские и земские школы грамоты, низшие конфессиональные школы неправославных исповеданий, частные училища III разряда, воскресные школы для взрослых[К 1][К 2].

Программа первых трёх групп училищ в пределах каждого класса (класс захватывал несколько лет обучения) приблизительно совпадала. Выпускник одноклассного училища был способен перейти во второй класс любого начального учебного заведения высшего типа, а выпускник двухклассного училища — в третий класс городского училища. Таким образом, организационное разнообразие типов училищ не мешало их достаточной однородности в учебном плане[≡].
Часть указанных типов училищ всегда содержалась либо Министерством народного просвещения («министерские» училища), либо Ведомством православного исповедания (церковно-приходские школы), но подавляющее большинство училищ при следовании государственным требованиям к данному типу учебного заведения могли иметь самых различных «содержателей» (в современной терминологии — учредителей); таковыми чаще всего оказывались уездные земства, городские самоуправления, волости и сельские общества; но в некоторых случаях это были частные предприятия и даже частные лица.
Одноклассные народные училища по Положению 1874 года с начала 1880-х годов составляли в земских губерниях преобладающее большинство в этой массе разнородных (в организационном, но не в учебном смысле) учебных заведений. Хотя далеко не всегда эти училища управлялись земствами, и почти всегда они совместно финансировались из нескольких источников, роль земств в создании этих училищ воспринималась как основная; так что эти училища чаще всего неформально назывались земской школой.
Все училища, кроме церковно-приходских школ (большая группа училищ) и школ, содержавшихся прочими министерствами и ведомствами (весьма малая группа), объединялись под общим наименованием начальных народных училищ ведомства Министерства народного просвещения. С бюрократической точки зрения квалифицирующим признаком для этой группы учебных заведений было не содержание и продолжительность обучения, а подчинение их министерской системе надзора (директора и инспекторы народных училищ).

### Развитие начального образования в период до учреждения земств
Первые попытки создать единую многоступенчатую систему начальных школ были предприняты в царствование Екатерины II. В 1782 году была создана Комиссия об устройстве народных училищ, а в 1786 году издан Устав народным училищам. В губернских городах предполагалось устроить главные народные училища с пятилетним курсом, в уездных — малые народные училища с двухлетним курсом. Планы осуществлялись чрезвычайно медленно, школьная сеть финансировалась плохо и практически не развивалась. В 1790-х годах в школах обеих ступеней обучалось 17—18 тысяч учеников.
Очередная реформа образовательной системы была предпринята в 1801—1802 годах при учреждении Министерства народного просвещения. По Уставу учебных заведений 1801 года начальные школы были разделены на два разряда — уездные и приходские училища. На содержание уездных училищ с пятилетним курсом были выделены бюджетные ассигнования, а их учителя получили права государственных служащих; этот тип высших начальных училищ постепенно развился в том объёме, в каком и предполагалось законом (одно училище на уезд). Учреждение и финансирование низшей ступени — приходских училищ — возлагалось на приходы и сословные общества, причём было полностью добровольным.
Результатом такой политики явилось крайнее недоразвитие начальной школы. К началу царствования Александра II (1856 год) в Российской империи было всего лишь 3842 одноклассных начальных училища, 106 из них содержалось правительством, 101 — Святейшим синодом, 483 были конфессиональными неправославными и 3066 были общественными, то есть содержавшимися за счёт сельских обществ, волостей, городских мещанских обществ. В сельской местности имелось 3151 училище. При численности населения в 72 млн человек одно одноклассное училище приходилось приблизительно на 19 тысяч жителей, что означало практически полную недоступность начального образования в сельской местности.
В первый период царствования Александра II, до земской реформы 1864 года, развитие учебного дела несколько сдвинулось с мёртвой точки. В 1856−1863 годах было открыто 2983 начальных училища, из которых 2709 находилось в сельской местности.
Состояние школьного дела было столь же печальным, сколь и количественные результаты развития школьных сетей. «Школы не удовлетворяли даже самым скромным требованиям педагогики и были ниже всякой критики и с учебной, и с хозяйственно-административной, и с гигиенической точек зрения. Но самым важным … была та полная отчуждённость, и то глубоко вкоренившееся в народные массы недоверчивое и неприязненное отношение, которое оставили по себе казённая школа, казённая учёба и казённое попечительство всех видов и степеней».
Крестьяне предпочитали не устраивать за свой счёт регулируемые государством приходские училища, а организовывать обучение своих детей значительно менее формальным (и менее затратным) образом. «Домашние крестьянские школы» устраивались без извещения властей и без всяких правил. Учителями в этих школах были грамотные крестьяне, отставные солдаты, писари; учение проводили в избах самих крестьян поочерёдно. Учебный год в неформальной школе был коротким, а обучение ограничивалось простейшими навыками грамотности. Статистических сведений, позволяющих оценить распространённость крестьянских школ, не существует; однако живое воспоминание о данном типе школы имели все авторы литературы по образованию, родившиеся в эпоху крепостного права.

### Развитие начального образования в период после учреждения земств
В развитии начального образования после учреждения земств прослеживаются три отдельных этапа. На первом этапе (до начала 1880-х годов) основная инициатива учреждения школ (и основное бремя финансирования) лежала на самих крестьянах (объединённых в сельские общества и волости). На втором этапе основная инициатива учреждения школ и забота об их содержании перешли в руки уездных земств. На третьем этапе (с 1908 года) при сохранении за земствами их организационных функций существенное значение получили государственные субсидии школам.
В первое десятилетие после учреждения земств их вклад в развитие образовательной системы был очень небольшим. Земства, участие которых в образовательном процессе было правом, но не обязанностью, не проявляли к школьному делу заметного интереса. Не сформировалось и общеземской школьной практики: степень участия каждого земства в школьном деле определялась заинтересованностью его руководства. В 1868 году (через 3 года с момента учреждения земств) из 324 уездных земств 109 ничего не ассигновали на народное образование. Многие земские деятели считали, что так как в сельских начальных школах учатся только дети крестьян, то и покрывать расходы должны сельские общества, а не земства, облагающие налогами также землевладельцев и горожан. Результатом такого подхода явилось не только медленное развитие начальной школы, но и бедность школ — крестьяне были склонны экономить как на школьных помещениях, так и на оплате труда учителей. В некоторых случаях земства даже открыто выступали против развития образования для народа: так, например, в 1874 году Петербургское губернское земство отклонило план расширения школьной сети, так как «более широкое образование было бы вредно, потому что оно отвлекало бы сельские силы от земледельческого труда».
К концу 1870-х годов земства начали втягиваться в школьное дело; степень их участия в начальном образовании неуклонно увеличивалась. К середине 1880-х годов сложилась стандартная практика разделения обязанностей различных общественных самоуправлений — волости и сельские общества предоставляли школьное помещение, квартиру учителю, отопление; уездные земства оплачивали труд учителей и учебники (иногда совместно с сельскими обществами); губернские земства занимались подготовкой учителей. В 1888 году постоянно растущие расходы земств на начальное образование сравнялись с совместными расходами волостей и сельских обществ. После этого вплоть до 1907 года рост образовательной сети финансировался почти полностью за счёт увеличения расходов земств, с 1890 года расходы сельских обществ начали уменьшаться и в абсолютном значении. Если в конце 1870-х годов крестьяне несли около 45 % денежных расходов на школы, то к 1900 году их вклад составлял менее 10 % денежных расходов.
С середины 1880-х годов установился общий взгляд, что начальное образование в сельской местности является «земским делом». Этот взгляд не соответствовал формально-правовой стороне дела — теоретически за школу отвечали уездные и губернские училищные комиссии, а земства были не более чем добровольными соучастниками процесса развития школьной сети. Но, однако, в земских губерниях училищные комиссии постепенно отошли в сторону, удовлетворяясь своими номинальными обязанностями, директора и инспекторы училищ ограничивались составлением обязательных отчётов. Земства, в отличие от Министерства народного просвещения, начали проявлять интерес к школьному делу — наиболее известные педагоги начальной школы того периода были связаны с земской школой, большая часть системы подготовки народных учителей, вся система снабжения учебниками принадлежали земствам, все события общественной и профессиональной жизни, связанные с начальной школой, — учительские съезды, курсы и т. д. — организовывали земства. Основное бремя финансирования школьного дела и практически вся инициатива по развитию школьной сети были приняты земствами на себя. Существовавшие сельско-общественные школы, формально содержавшиеся крестьянами, полностью слились с земскими.
Министерство народного просвещения (МНП) вплоть до начала 1900-х годов смотрело на земские школы с большой подозрительностью. По выражению князя М. В. Голицына (относящемуся к ситуации 1897 года), «…бюджет министерства на начальные школы был мизерный … министерство интересовалось школами лишь настолько, насколько оно считало чуть не всех учителей революционерами, а земство — им потакающим в этом органом». Размер государственных субсидий земствам был ничтожен — в 1893 году государство выделило на эти цели 292 тыс. рублей (при расходах на земские школы в 59 млн рублей). Это не означало, что государство не поддерживало начальную школу вообще — МНП предпочитало не оказывать помощь земской школе, а содержать систему образования в неземских губерниях, а также развивать в земских губерниях параллельную образовательную сеть — церковно-приходские школы (по смете Святейшего Синода) и «министерские» училища. В начале 1900-х годов МНП планировало развивать систему образования в направлении полного вытеснения казёнными школами земских.
С момента созыва в 1907 году III Государственной Думы — первой Думы, начавшей конструктивное сотрудничество с правительством, — ситуация резко изменилась. Государственная поддержка земской начальной школы оказалась идеей, объединившей и правительство, и земства, и все основные фракции парламента. С 1908 года государство начало выделять субсидии на содержание школ тем земствам, которые составили проект школьной сети; размер субсидий ежегодно увеличивался.
С 1908 года начала складываться новая система распределения обязанностей: государство приняло на себя оплату труда учителей и обеспечило льготный кредит для строительства школ, уездные земства приняли на себя строительство новых школ, подбор персонала, снабжение учебниками, губернские земства занялись подготовкой учителей, а за сельскими обществами и волостями осталась только эксплуатация зданий школ (отопление, содержание сторожей и т. п.); в 1910-х МНП начало требовать от земств полностью освобождать крестьян от обязанностей по содержанию школ. В девяти новых земских губерниях земствам передали существовавшие казённые школы. Финансирование альтернативной сети церковно-приходских школ было заморожено, и их количество начало постепенно уменьшаться. Государство признало земства основными организациями, занимавшимися развитием школы; трения между земствами и правительственными органами надзора над школой сгладились.
Сочетание широкого общественного интереса к школьному делу, возросшей активности земств и государственного субсидирования привело к бурному развитию начальной школы в период 1908−1914 годов. Перспективные планы земств к 1914 году преимущественно состояли в построении школьных сетей, обеспечивающих начальное образование для всего сельского населения, и в полном переходе на четырёхлетние одноклассные училища с двумя учителями, размещённые в собственных специально построенных зданиях. Расчётный срок реализации этих планов был разным в различных губерниях и уездах — от 1915−1916 годов в наиболее прогрессивных земствах до 1925−1930 годов в наиболее отстающих.
Отсутствие общегосударственного планирования и координации привело к тому, что сеть начальных училищ была развита очень неравномерно, в зависимости от степени инициативы, проявляемой на уездном уровне. Разница в развитии была характерна не только для различных по культуре и административному устройству частей империи (например, Европейской России и Средней Азии), но и для соседних губерний и даже разных уездов одной губернии, как в земских, так и в неземских регионах. В середине 1890-х годов в 129 уездах, в том числе в 19 уездах Европейской России, училось меньше 10 % детей школьного возраста; между тем в 6 уездах училось тогда уже более 90 %, в 69 уездах — более 45 %; при этом, например, для Херсонской губернии разница между уездами была от 35 % до 75 %. Так же неравномерно было организовано и финансирование: доля участия земства в содержании начальных школ всех ведомств колебалась в пределах от 4,1 % (Бессарабская губерния) до 69,1 % (Вятская губерния).

### Статистические и демографические данные

#### Демографические данные
Население Российской империи (без Финляндии) при открытии земств в 1865 году составляло 75,1 млн человек, к началу 1917 года оно увеличилось до 184,6 млн человек.
Земская школа существовала только в губерниях, в которых были введены земства (см. перечень земских губерний). На момент переписи 1897 года в 34 земских губерниях проживало 65 910 000 человек, что составляло 70,5 % от населения Европейской России, 52,5 % от населения Империи (без Финляндии). На 1 января 1914 года в 42 земских губерниях Европейской России проживало 111 708 000 человек, что составляло 88,9 % от населения Европейской России, а всего в 43 земских губерниях проживало 113 020 000 человек, что составляло 64,9 % от населения Империи (без Финляндии).
Годовой прирост населения России постепенно увеличивался от 1,33 % процента в год в 1860-х годах до 1,76 % в год в 1911 году, что в абсолютных цифрах давало годовой прирост населения от 0,9−1 млн человек в 1860-х до 2,9−3,0 млн человек в начале 1910-х. Соответственно, годовой прирост детей школьного возраста составлял (при официальной оценке количества детей в возрасте 8−9−10 лет в 6,75 % от численности населения) от 60 тыс. человек в 1860-х годах до 200 тыс. в начале 1910-х годов; при расчёте на четырёхлетний срок обучения численность детей составляла 9 % от населения, что давало прирост в 260−270 тыс. детей в год.

#### Статистические данные по начальному образованию
В 1880 году Центральный статистический комитет МВД провёл школьную перепись сельских училищ, при которой было учтено 9108 земских училищ с 478 тыс. учеников. Кроме того, в тех же 35 земских губерниях действовало 1963 сельско-общественных училища с 147 тыс. учеников, 1112 казённых училищ с 61 тыс. учеников, 374 церковных школы с 12 тыс. учеников и 482 частных школы с 22 тыс. учеников. Таким образом, в сельской местности земских губерний земства содержали 70 % школ, в которых обучалось 66 % учеников, а с учётом того, что сельско-общественные школы, ещё учитываемые министерской статистикой отдельно, уже начали сливаться с земскими, — 85 % школ с 87 % учеников.
На начало 1894 года в сельской местности 34 земских губерний имелось 13 142 одноклассных земских училища. Кроме того, там же действовало 730 одноклассных и 439 двухклассных казённых училищ, 6763 одноклассных и 63 двухклассных церковно-приходских школы, 577 одноклассных и 15 двухклассных школ прочих содержателей. Таким образом, земства содержали 62 % от числа одноклассных и 60 % от общего числа начальных училищ в сельской местности земских губерний.
На начало 1915 года в сельской местности 43 земских губерний имелось 42 739 одноклассных и 1115 двухклассных земских начальных училищ, в которых обучалось 3009 тыс. учеников. Кроме того, в тех же 43 земских губерниях действовало 3098 одноклассных и 2128 двухклассных казённых училищ с 524 тыс. учеников, 1679 одноклассных и 207 двухклассных училищ прочих содержателей (частные, фабричные и т. д.) с 184 тыс. учеников, 26 223 одноклассных и 443 двухклассных церковно-приходских школы и 1828 церковных школ грамотности с 1540 тыс. учеников. Таким образом, в сельской местности земских губерний земства содержали 58 % одноклассных и 29 % двухклассных училищ, в которых обучалось 57 % учеников. В земских школах училось 39 % от 7788 тысяч учеников начальных классов всей Российской империи (без Финляндии).
На 1 января 1915 года начальным образованием было охвачено 51 % детей школьного возраста 8−11 лет по всей Российской империи (кроме Финляндии), 58 % детей по Европейской России, 58 % от детей в 43 земских губерниях.
Охват детей обучением по различным земским губерниям был весьма неравномерен. Первенствовали Петроградская и Московская губернии (85 %), замыкали список Астраханская (32 %) и Уфимская (39 %) губернии. Хотя средние показатели неземских губерний были ниже, чем у земских, в отдельных неземских губерниях система образования была развита выше среднего земского уровня (Амурская область — 76 %, Область Войска Донского — 73 %).

#### Развитие начальной школы и рост населения
При средней численности в 50 детей в одной школе только для компенсации увеличения численности детей необходимо было открывать от 1200 (1860-е) до 4000 школ в год (1910-е), при четырёхлетнем обучении — и до 5000—5200 школ в год. Этот уровень был достигнут в 1910−1911 годах, когда целевое финансирование государством развития школьных сетей, имевшее место с 1908 года, начало приносить первые результаты.
Таким образом, темпы роста образовательной системы были достаточными, чтобы увеличивался процент детей, получающих образование, но недостаточными для того, чтобы уменьшалось абсолютное количество детей, для которых не хватало мест в школьной системе. Несмотря на общий рост образовательной системы, количество детей, не получавших начальное школьное образование, в 1915 году было бо́льшим, чем общее количество детей (учащихся и не учащихся) того же возраста в 1856 году; число детей, не посещавших школу, достигло исторического максимума в 1908−1909 годах, после чего стало довольно быстро снижаться.
В период наивысшего достигнутого роста начального образования — с 1910 по 1914 год — охват детей школьного возраста образованием увеличился с 44 % до 51 %, то есть на 1,75 % в год. Из этого не следует, что до достижения всеобщего образования оставалось несколько лет — сами темпы роста образования также увеличивались в геометрической прогрессии благодаря принятой Думой политике ежегодного увеличения ассигнований на 8—10 млн рублей. По оценке исследования 1910-х годов, при сохранении существовавшей тенденции к увеличению темпа роста образовательной системы было возможным достичь всеобщего четырёхлетнего обучения к 1921 году.

## Правовое положение земской школы

### Начальная школа по Положениям 1864 и 1874 годов
«Положение о начальных народных училищах» 1864 года устанавливало следующие требования к начальной школе:
- Начальные школы разделялись на приходские училища, содержание которых осуществлялось за счёт местных обществ, с возможностью пособий от частных лиц и казны, и народные училища, финансируемые частными лицами; церковно-приходские училища, существующие за счёт средств православной церкви, и сельские училища различных государственных ведомств; эти училища не отличались ничем, кроме порядка управления и финансирования;
- В училищах обучались дети всех состояний (сословий) без различия вероисповедания;
- Рекомендовалось раздельное обучение мальчиков и девочек, но при невозможности допускалось совместное обучение;
- Предметами преподавания служили: Закон Божий (краткий катехизис и Священная история), чтение по книгам гражданской и церковной печати, письмо, первые четыре действия арифметики, церковное пение (там, где преподавание его будет возможным);
- Закон Божий мог преподавать только законоучитель-священник;
- Допускалось введение платы за обучение, размер которой определялся теми, кто содержал училище.

Для управления начальными училищами создавались губернские и уездные училищные советы. Губернский совет, под председательством епархиального архиерея, состоял из губернатора, директора училищ и двух членов от губернского земского собрания. Уездный совет состоял из представителей Министерств внутренних дел и народного просвещения (назначаемых губернатором и попечителем учебного округа), духовного ведомства, двух представителей уездного земского собрания и представителей тех ведомств, которые содержали свои училища в уезде, а также представителя городского самоуправления (если в городе были начальные училища). Уездный совет мог выбрать председателем любого из своих членов. Обязанности уездных советов, кроме расплывчато сформулированных «наблюдения» и «попечения» над народными училищами, состояли в разрешении их учреждения. Губернские советы надзирали над деятельностью уездных.
Все хозяйственные и финансовые вопросы школ и обеспечение учителей жалованием полностью возлагались на «содержателей», то есть на тех, кто учреждал школы и нёс основные расходы. Разрешалось совместное финансирование школ любыми лицами, допускались (без всяких обязательств со стороны государства) субсидии из казны для негосударственных школ.
 «Положение о начальных народных училищах» 1874 года  представляло собой существенную коррекцию Положения 1864 года, связанную с выявившейся неэффективностью системы управления школами.
Новые положения об устройстве школ заключались в том, что:
- При совместном обучении девочек и мальчиков в школы допускались только девочки не старше 12 лет;
- Преподавание в школах велось только на русском языке.

Устройство губернских и уездных училищных советов было изменено. Губернский совет теперь возглавлял губернский предводитель дворянства, а уездные советы — уездные предводители дворянства. Это решение имело положительные результаты. В системе власти второй половины XIX века уездный предводитель дворянства представлял собой, по существу, главу уезда. Предводители дворянства, исполнявшие свои обязанности без жалования, председательствовали во всех уездных коллегиальных учреждениях и пользовались высоким авторитетом. Не менее удачным было и то, что в губернских советах епархиальных архиереев (не выказывавших никакого интереса к учебному делу) заменили на малозанятых и авторитетных губернских предводителей дворянства.
Основная новация состояла в том, что директоров училищ (чиновников Министерства народного просвещения в губерниях) переименовали в директоров народных училищ и сделали ответственными за учебную часть начальных школ. Ранее эти чиновники управляли только казёнными училищами, теперь же им вменили в обязанность утверждать учителей народных училищ, инспектировать и ревизовать училища, составлять сводную отчётность по начальному образованию. Так как объём их обязанностей резко увеличился, у них появились подчинённые — инспекторы народных училищ (должность впервые появилась в 1869 году). Район, за которым наблюдал инспектор, не совпадал с уездом; в идеале один инспектор приходился на 100 училищ.
Земства и общества, содержавшие училища, для непосредственного распоряжения каждым отдельным училищем могли назначать попечителей.
Эта административная система просуществовала до 1917 года без особенных изменений. В 1895 году в состав уездных училищных советов были введены земские начальники, а в 1905 году — председатели уездных земских управ.
Положение не делало разницы между школами, содержавшимися земствами, городскими самоуправлениями, волостями, сельскими обществами или же частными лицами. Названия «приходских» и «сельских» училищ не получили никакого употребления, и все начальные школы, содержавшиеся земствами, волостями, сельскими обществами и частными лицами, стали на практике именоваться начальными народными училищами ведомства Министерства народного просвещения. Училища, содержавшиеся городами, назывались городскими начальными училищами (в отличие от городских училищ по уставу 1872 года с шестилетним курсом). Училища, находившиеся на полном государственном содержании, получили наименование «министерских» и «образцовых» училищ.
Несмотря на допускаемую возможность вводить плату за обучение, на практике народные школы всегда оставались бесплатными. Рекомендуемое раздельное обучение девочек и мальчиков так и не было введено (за исключением небольшой части «министерских» училищ, находившихся на полном государственном содержании); требование удалять из школ девочек старше 12 лет соблюдалось также только в «министерских» училищах. Требование общедоступности школы и минимальный объём учебного курса всегда строго соблюдались.
Хотя школа должна была обучать детей без различия национальностей и вероисповеданий, в действительности дело обстояло хуже: с 1880-х годов было значительно ограничено поступление в начальные училища евреев (во всяком случае, в местностях их компактного проживания).

### Полномочия и эффективность правительственного надзора
Хотя земская школа до 1900-х годов в подавляющем большинстве случаев не получала никаких казённых пособий, законодательство предусматривало строжайший контроль всех действий земств в школьном деле. Земства обязаны были получать разрешение на открытие новых школ (причём зачастую им в этом отказывали), согласовывать наём и увольнение учителей; принятие выпускных экзаменов и выдача свидетельств об окончании школы также осуществлялись особой государственной комиссией; школы могли использовать в качестве учебников и включать в библиотеки только книги, одобренные министерством. Министерство считало, что «…права училищных советов … слишком важны, чтобы предоставить их в руки лиц, выбираемых земством, особенно при шаткости установившихся у нас понятий о земских и общественных выборах».
Эффективность всех органов правительственного надзора подвергалась большим сомнениям. Директора и инспекторы народных училищ были более заняты бесполезными отчётами:
«Нет сомнения, что в этих должностях человек неблагонамеренный может принести много вреда. Но принести пользу человек благонамеренный положительно не может. Всё зимнее время этих почтенных чиновников поглощено составлением многосложных отчётов, а летом, как известно, все школы закрыты».
Училищные советы выполняли свои обязанности не менее формально, ограничиваясь распределением скудных государственных субсидий и участием своих членов в экзаменационных комиссиях. Епархиальные архиереи также мало интересовались постановкой преподавания Закона Божия в сельских школах.
Наличие трёх параллельных школьных систем — министерской, земской и церковно-приходской — к началу XX века воспринималось и в земской среде, и в губернской и уездной администрациях как ненужное препятствие для дела развития образования. Однако голоса снизу не смогли оказать влияние на высшую администрацию — идея объединения руководства школами так и осталась нереализованной.
В целом и учителя, и земские школьные деятели были склонны воспринимать систему правительственного надзора как полностью бесполезную. С начала революции 1905−1907 годов переход к общественной, неподконтрольной государству школе (при сохранении государственной финансовой поддержки) становится популярным лозунгом земского общественного движения.

### Проект нового «Положения о начальных училищах»
В 1909 году Министерство народного просвещения внесло в III Государственную Думу проект нового «Положения о начальных училищах». Законопроект немного упорядочивал сложившуюся систему, не предполагая никаких радикальных реформ. Министерство предлагало подчинить единообразным требованиям и единой системе управления все существовавшие виды начальных училищ, в том числе церковно-приходские школы. Одноклассные училища могли иметь трёх- или четырёхлетний курс обучения, при этом в последнем случае было обязательным наличие двух учителей. Двухклассные училища могли иметь пяти- или шестилетний курс обучения. Обучение должно было продолжаться не менее 6 месяцев в году. Там, где дети при поступлении в школу не умели говорить по-русски, допускалось первые два года вести преподавание на местном языке. В классе могло обучаться не более 50 человек. Учителям полагалось жалованье не менее 360 рублей в год. Система управления и надзора за училищами была несколько смягчена в пользу земств. Учреждение школ земствами требовало только уведомления властей, в то время как ранее требовалось разрешение.
Законопроект был утверждён Думой 25 апреля 1911 года. Дума внесла в проект многочисленные правки более или менее либерального направления. Верхняя палата — Государственный Совет — отвергла основные поправки, внесённые Думой. Госсовет не устраивало то, что школы именовались общеобразовательными, в училищных советах могли участвовать женщины, выпускники двухклассных школ могли поступать в первый класс средних учебных заведений, а в программу двухклассного училища было введено обществоведение. Согласительная комиссия не смогла урегулировать разногласия между Думой и Госсоветом, и в январе 1913 года законопроект был передан в комиссию Думы по образованию для повторной разработки. В дальнейшем этот документ не рассматривался законодательными учреждениями.

### Несогласованность начального и среднего образования
Программы начальных учебных заведений различных типов были в достаточной степени согласованы между собой. Но при этом начальное образование, включая его верхнюю ступень — шестилетний курс городских училищ, не сопрягалось со всеми другими типами образования. Поступление в гимназию после начальной школы было редким явлением; как правило, к моменту достижения образовательного уровня, достаточного для первого класса гимназии, выпускники начальной школы были уже старше допустимого для гимназии возраста. Поступление в различные технические учебные заведения с образованием ниже среднего (ремесленные училища и т. п.) после начальной школы (особенно после городского училища) было возможным, но учебные программы на этих этапах образования никаким образом не координировались. Только учреждённые в 1913 году высшие начальные училища получили курс, согласованный с гимназическим, и давали право на поступление в 4-й класс гимназии. По анкетному опросу земских школ, проведённому к земскому съезду по образованию 1912 года, оказалось, что в 49 % из опрошенных школ никто из учеников не собирался продолжать образование, а в среднем на одну школу приходилось только 1,3 ученика, планировавших учиться далее; из них лишь 20 % намеревались поступить в среднее учебное заведение. Разумеется, на возможность продолжать обучение для большинства сельских детей влияли и финансовые обстоятельства — двухклассные училища находились в крупных селениях, многоклассные — в городах, так что дальнейшая после земской школы учёба чаще всего была связана с проживанием ребёнка отдельно от семьи и добавочными расходами. Не существовало и общепринятого мнения о необходимости связности различных ступеней обучения — даже в 1911 году на земском съезде по вопросам образования сторонники многоступенчатости школы и изолированности начального образования составляли равные по размеру группы.

## Учебный процесс и учебный план земской школы

### Учебный процесс

#### Учебный год и расписание
Учебный год в земской школе был очень коротким и продолжался, как правило, семь месяцев (с 1 октября по 1 мая), из которых около месяца приходилось на Святки, Страстную и Святую недели. Таким образом, реальная продолжительность учёбы была не более шести месяцев; с учётом воскресений и различных праздников, в сельских школах было около 125 учебных дней в году (хотя официально считалось 150). Родители не были обязаны посылать детей в школу, и дети неодновременно приступали к учёбе и так же неодновременно оставляли учёбу, так что большинство детей училось около пяти месяцев в году. Земскую школу иногда иронически называли «трёхзимней». Основной причиной короткого учебного года называлась занятость крестьянских детей, даже самых маленьких, в домашнем хозяйстве — родители могли себе позволить отпустить их в школу только в зимнюю половину года, когда не было сельскохозяйственных работ.
Учёба занимала шесть дней в неделю, каждый день было 4—5 часовых уроков с пяти-десятиминутными переменами между ними и часовым обеденным перерывом.

#### Организация занятий
Класс земской школы разделялся на три отделения, соответствующие трём годам обучения детей. Один учитель в единственной классной комнате проводил занятия со всеми тремя отделениями одновременно.
Педагогическая техника занятий с детьми трёх лет обучения в одном классе была весьма тонкой. Учитель в сложном порядке давал одному отделению письменную задачу, затем объяснял следующему новый материал, после чего повторял материал с третьим, и так многократно переходил от одного отделения к другому по ходу урока. Применялись и более сложные приёмы: старшему и среднему отделению читали текст, после чего среднее отделение должно было письменно ответить на вопросы, а старшее отделение — написать полное изложение; одну и ту же задачу по арифметике среднее отделение решало письменно, а старшее — в уме, и т. д. Довольно большие классы редко позволяли опросить всех детей по очереди, поэтому индивидуальные ответы у доски занимали незначительное место в обучении; вместо этого применялись другие педагогические техники — например, повторение хором за учителем.
Дети, как правило, не имели возможности заниматься у себя дома — тесные и тёмные крестьянские избы мало подходили для учебных занятий. Поэтому в сельской школе не было домашних заданий.
Таким образом, методы обучения далеко отстояли от принятых в современной школе. Однако же большинство наблюдателей признавало обучение весьма эффективным. Сельские дети выражали живой интерес к содержанию учебного курса, были привязаны к школе и учителю, хорошо усваивали учебный материал.

#### Возраст учеников, соотношение мальчиков и девочек
Оптимальный возраст для начала учёбы в земской школе определился не сразу. Министерство народного просвещения предписывало принимать в школу детей в возрасте от восьми до двенадцати лет. В то же время дети старше тринадцати лет в крестьянском хозяйстве считались уже настолько полезными работниками, что родители не были готовы отпускать их в школу даже зимой. Таким образом, в сельской школе с трёхлетним обучением оказались смешаны дети шести годовых возрастов — 8—13 лет. Учителя предпочитали более старших школьников, считая, что дети семи лет вообще не годятся для обучения, а дети 8—9 лет плохо усваивают программу; крестьяне же считали, что чем ранее ребёнок окончит школу, тем более пользы он принесёт в хозяйстве. Постепенно побеждала крестьянская точка зрения, и средний возраст школьников с годами стал понижаться. В начале XX века восьмилетний возраст поступления в школу настолько вошёл в обычай, что законопроект нового «Положения о начальных училищах» 1909 года предлагал принять его как обязательный.
В 1911 году 73 % учеников начальных школ были в возрасте 8−11 лет, 2 % — младше 8 лет, 25 % — старше 11 лет, причём из последних только 1,2 % находились на пятом — шестом годах обучения, а 23,6 % поступили в школу в возрасте старше 8 лет.
Закон предписывал по возможности обучать мальчиков и девочек раздельно, а в случае совместного обучения ограничивал предельный возраст детей. Так как финансовых и организационных возможностей для раздельного обучения полов не имелось, подавляющее большинство мальчиков и девочек обучались совместно. В 1911 году в 94 % земских школ оба пола обучались совместно. В начальных народных училищах всегда училось больше мальчиков, чем девочек. Отчасти это было вызвано запретом обучать девочек старше двенадцати лет совместно с мальчиками; но главную причину неизменно усматривали в нежелании крестьян отдавать в школу дочерей в силу бытовавшего в их среде представления о бесполезности образования для женщин. Земские учителя пытались, как правило, убеждать крестьян в необходимости учёбы и для девочек. С годами количество девочек в школе увеличивалось, но этот процесс был крайне медленным. В 1880 году девочки составляли 20,6 % учащихся (а в земских школах — только 12,7 %), к 1906 году — 29,9 %, к 1911 году — 32,1 %.

#### Педагогика земской школы
Земская школа, в отличие от современной ей средней школы, следовала гуманистической педагогической традиции. Поведение детей не оценивалось каким-либо формальным образом, отсутствовала всякая система дисциплинарных взысканий; телесные наказания признавались категорически недопустимыми. Единственное, что мог сделать учитель в случае плохого поведения ученика, — высказать ему порицание (в крайнем случае — оставить в классе после занятий). Учителям предписывалось воздерживаться от жалоб на детей родителям, так как крестьяне были склонны жестоко наказывать детей. Реальная практика земских школ далеко не всегда соответствовала заявленным идеалам. По многочисленным сообщениям в прессе того времени, учителя зачастую грубо обращались с учениками и в некоторых случаях доходили до рукоприкладства, при этом в своё оправдание они ссылались на несовершенство учебной программы для народной школы, её малый интерес для учащихся.
Учителя не выставляли отметки ученикам, а экзамены существовали лишь в очень упрощённом виде и проводились только один раз — после окончания обучения для необязательного получения свидетельства об окончании школы. Низкая успеваемость не признавалась поводом для порицания ученика. Общая атмосфера в школах была направлена на поддержание в учениках понимания того, что обучение в школе интересно и нужно прежде всего самим детям. Нормой было доброжелательное и вежливое обращение с детьми; единственным средством, ведущим к хорошей успеваемости, в земской среде считалось поощрение интереса детей к учёбе. В тех случаях, когда какие-либо части учебной программы усваивались учениками плохо, земские педагоги считали необходимым удлинять учебный курс либо сокращать программу, но не усиливать дисциплинарное давление на учеников. Плохие результаты обучения были, по понятиям земской педагогики, результатом неудовлетворительной работы учителя и не могли быть поставлены в вину ученикам.
Ученики и учителя не носили форменной одежды или иных атрибутов, свидетельствующих об их статусе.
Эти педагогические подходы были весьма эффективными — земская школьная литература, посвящённая обсуждению множества проблем, угнетавших начальное образование, не содержит жалоб на плохое поведение или низкую мотивированность учеников.
Унифицированной учебной программы (и тем более унифицированного плана уроков) не существовало. Официальная программа предъявляла требования только к итоговым знаниям выпускников, причём в достаточно неопределённой форме. Выбор методов обучения, распределение учебного материала по годам и урокам было делом самого учителя; выбор учебников производился губернским или уездным земством, закупавшим их централизованно. В результате атмосфера земской школы благоприятствовала выражению индивидуальности учителя, педагогическим экспериментам и созданию того, что сегодня называется «авторской школой».
Земские педагоги отрицательно относились к любого рода механическому запоминанию, не сопровождающемуся пониманием. Любимым приёмом обучения чтению в земской школе было «пояснительное чтение» — ученик, читая текст, должен был затем пересказывать его своими словами, а педагог при этом вёл с учеником свободную беседу на тему прочитанного текста, добавляя сведения из самых разных областей жизни. Таким образом, ученики одновременно учились и читать, и рассуждать, и связно изъясняться, а также получали от учителя сведения по таким предметам, которых не было в программе (естествознание, география, история).
Атмосфера заинтересованности в своей работе и творческого отношения к ней, характерная для земской педагогики, привела к появлению оживлённой общественной жизни и обширной педагогической литературы. Губернские земства устраивали для повышения квалификации учителей летние учительские съезды, лекции и семинары, для проведения которых приглашали известных деятелей образования. С земской школой связана деятельность таких выдающихся педагогов второй половины XIX − начала XX века, как барон Н. А. Корф, В. И. Водовозов, С. А. Рачинский, Н. Ф. Бунаков, П. Ф. Каптерев.

### Учебный курс

#### Содержание учебного курса
Положение 1874 года предписывало обязательное обучение только трём предметам:
- Закон Божий (краткий катехизис и Священная история) и Священное Писание;
- чтение по книгам гражданской и церковной печати, письмо;
- первые четыре действия арифметики.

Там, где это возможно, предписывалось обучать церковному пению.
Очень редко земства в небольшом объёме добавляли к этим обязательным дисциплинам занятия по географии и отечественной истории. Земства постоянно экспериментировали с добавлением к учебному курсу каких-либо практических дисциплин: ремёсел, домоводства и т. п., однако никакой устойчивой практики в этом отношении так и не сложилось; материальная база школ также нечасто позволяла организовать преподавание ремёсел.
Обязательного учебного плана, как и обязательных стандартных учебников, для одноклассной школы не существовало, разработка конкретных методик обучения была предоставлена как земствам, так и отдельным учителям. Только в 1897 году Министерство народного просвещения утвердило примерную программу народной школы, которая несколько расширила курс по правописанию и по математике. Министерская программа рекомендовала давать детям начальные сведения по истории, географии, естествознанию, не выделяя их при этом в отдельный предмет. Предполагалось, что учителя будут выбирать для занятий чтением такие книги, которые одновременно расширят кругозор детей.
Все книги, используемые для обучения, должны были избираться из утверждённого министерством списка. Список был довольно обширным, но вёлся небрежно — например, в 1890-х в нём отсутствовало Евангелие.
Общепринятый уровень сложности учебной программы земской школы был следующим:
- По Закону Божию программа состояла из изучения главнейших событий Священной истории, элементарных сведений из богословия и заучивания нескольких десятков молитв на церковнославянском языке с умением объяснить их по-русски;
- По чтению программа заканчивалась получением устойчивых навыков чтения, преподаваемого по специальным сборникам коротких (не более 5—10 страниц) рассказов и сказок, специально адаптированных для начальной школы;
- По письму программа заканчивалась написанием изложений коротких текстов и простых сочинений на свободные («Радостные события в моей жизни») и заданные («Князья — защитники русского народа от татар», «Какая польза людям от рек») темы;
- По математике программа заканчивалась четырьмя действиями с многозначными числами; с 1897 года в программу были введены простые дроби и простейшие операции с ними, неметрические единицы длины и веса и простейшие операции с ними, понятия и простые вычисления для определения площади и объёма.

В начале 1910-х годов Министерство народного просвещения добавило к обязательной программе рисование и гимнастику (по 2 урока в неделю), однако к 1917 году эти предметы ещё не вошли в обычную практику школ.
В части обучения письму курс земской школы был слишком коротким и поверхностным, чтобы обучить детей всем сложностям дореформенной грамматики и орфографии. В 1897 году при введении министерством обязательной школьной программы требования к орфографии были усилены. Это вызвало большие протесты в школьной среде, многие учителя вообще считали все усилия в этом направлении бессмысленными, предлагая сосредоточить учебный курс на выработке навыков устойчивого чтения и связного письменного изложения:
Грамматика с правописанием — это бичи сельского учителя и крестьянских детей, так как преподавание их сводится к бессмысленному зазубриванию нескольких книжек, положительно ничего не дающих ни уму, ни сердцу детей, а только мучающему их память.
Особенно большие неприятности учителям доставляло обучение детей правильному написанию буквы Ѣ (ять). Так как употребление этой буквы подчинялось весьма сложным правилам и требовало от учащихся большой практики и усилий по запоминанию её применения в различных словах, земская школа не успевала справиться с данной задачей. Учителя считали, что только зря тратят время, давая детям примеры написания Ѣ; во многих школах эти примеры и не включали в учебную программу. Умение грамотно писать Ѣ всегда оставалось признаком полного среднего образования.
По наблюдениям учителей 1910-х годов, обучение чтению было эффективным, большинство детей и во взрослом возрасте в полной мере сохраняло полученный навык, а разучивались читать лишь единицы. В то же время умение писать часто терялось, а навыки чистописания быстро исчезали почти у всех выпускников.
Преподавание арифметики было сильной стороной земской школы: умеренный объём учебного курса обеспечивал его хорошее усвоение учениками. Учитывая, что все арифметические операции, которым успевали научить в школе, были применимы и полезны в повседневной жизни, ученики не теряли полученных знаний. Высказывались мнения о том, что все взрослые крестьяне, в том числе и неграмотные, хорошо умеют считать, свободно оперируют неметрическими мерами, знакомы с делением и дробями. Отдельные педагоги значительно усиливали программу по арифметике в своих школах, добиваясь отличных результатов[≡].
Несмотря на официальные заявления о том, что Закон Божий представляет собой главнейший предмет земской школы, действительность свидетельствовала об обратном. Как правило, Закону Божию отводилось 3—4 урока при 24—27 уроках в неделю (см. расписание на иллюстрации). После того как Министерство народного просвещения в конце 1890-х годов обязало школы следовать типовому учебному плану, ситуация с местом Закона Божия в учебном плане не изменилась. Учитывая, что «трёхзимняя» сельская школа еле успевала привить устойчивую русскую грамотность, успехи учеников в чтении на церковнославянском языке (которому посвящалось в 3—4 раза меньше времени, чем русскому) оказывались скромными. Земские деятели, преимущественно либерально настроенные, неодобрительно относились к преподаванию Закона Божия в земских школах: «Отношение нашей интеллигенции к религиозному элементу в школе — известно: она допускает его лишь для соблюдения каких-то консервативных приличий, или как уступку невежественным требованиям простонародья, — и это лицемерное отношение к нему вреднее прямого гонения».
Закон Божий не был обязательным предметом для учеников неправославного вероисповедания. В 1906 году были приняты «Временные правила о преподавании Закона Божия инославных христианских исповеданий», которые разрешали для учебных заведений всех уровней преподавать Закон Божий для неправославных христиан в необязательном порядке, по желанию родителей учащихся.
Обучение чтению на церковнославянском языке не относилось к Закону Божию. Оно входило в курс русского языка и производилось на последнем году обучения. Министерская обязательная программа 1897 года предписывала обучать детей по Псалтири и Часослову, язык и содержание которых малопонятны для детей, в то время как учителя предпочитали обучение по Евангелиям. Навыки церковнославянского чтения плохо закреплялись у учеников: основная программа Закона Божия была уже пройдена к тому моменту, как они научались читать по-церковнославянски.
Педагоги консервативного направления рекомендовали ученикам практиковаться, читая Псалтирь над покойниками, так как на эти услуги в деревне всегда был спрос.

#### Продолжительность учебного курса
Учебный курс земской школы был трёхлетним. Учителя обычно считали такую продолжительность обучения недостаточной для устойчивого закрепления у учеников полученных навыков. В школах всегда разрешали всем желающим ученикам оставаться для повторения материала на четвёртый год; среди успешно сдавших итоговый экзамен доля прошедших четырёхлетнее обучение была высокой. С начала 1900-х годов земства — с различной интенсивностью — начали переводить обучение в начальных школах на четырёхлетний курс. Это движение всегда поддерживалось Министерством народного просвещения — примерная программа начальных школ 1897 года рекомендовала по возможности удлинять учебный курс свыше трёх лет.
Процесс перевода был сложным, так как один учитель уже не мог справиться в одном классе с детьми четырёх лет обучения. В школах с четырёхлетним курсом приходилось иметь двух учителей и два параллельных класса (это называлось двухкомплектной школой), что приводило к увеличению стоимости обучения. Основная сложность состояла в том, что в существующем здании школы обычно была одна классная комната; поэтому переход на школу с двумя учителями требовал постройки нового школьного здания. При четырёхлетнем обучении с одним учителем приём в школу обычно проводили через год, так что учитель один год занимался с детьми первого и третьего года обучения, а другой — с теми же детьми, перешедшими на второй и четвёртый год обучения.
Правительственный законопроект перехода на всеобщее обучение (1908 год) исходил из четырёхлетней продолжительности школьного курса. Планы развития школьных сетей, с 1908 года ставшие необходимым условием для получения земствами субсидий от правительства, также составлялись преимущественно с расчётом на перспективный переход к четырёхлетнему обучению. В 1911 году 45 % земств, имевших план школьных сетей, исходили из четырёхлетнего школьного курса, а ещё 36 % — из сочетания трёхлетних и четырёхлетних школ.
Переход на четырёхлетнее обучение шёл медленно: к 1911 году он произошёл только в 24 % земских школ.
Общего понимания, что́ именно преподавать в четвёртый год обучения, не было: в одних школах курс не расширялся, и четвёртый год считался «повторительным», в других делались попытки добавить элементарные курсы истории, географии, природоведения и т. п. предметов. Отлаженной методики распределения детей разных лет обучения и обязанностей между двумя учителями также не существовало, и школы пытались найти лучшие решения на опыте.
С 1905 года земствам было разрешено открывать двухклассные школы, имевшие преимущественно пятилетний срок обучения. Такие школы были редкостью: на начало 1915 года в двуклассных школах всех видов (в том числе городских) училось только 4 % от общего числа учеников начальных школ ведомства МНП. Как достаточно ближнюю перспективу школьные деятели видели переход на шестилетнее обучение. Эксперименты в этом направлении только начинались — первые шестилетние школы (на 1912 год) открыли лишь Новоторжское и Новоузенское уездные земства. В то же время было распространено мнение, что крестьяне не заинтересованы в длительном обучении детей: «Обучение детей долее 3 или 4 лет фактически непосильно для крестьянских хозяйств; потребность их в детском рабочем труде слишком настоятельна, и 3⁄4 учащихся ограничиваются хождением в школу в течение „одной — двух зим“; курс оканчивают немногие».

#### Экзамены по окончании школы
По окончании школы проводились выпускные экзамены, по результатам которых выдавались свидетельства об окончании школы. Экзамены были государственными и проводились не учителями, а членами уездного училищного совета, то есть преимущественно чиновниками. То, что экзамены проводили не педагоги, а лица, не имеющие специальной квалификации, воспринимались учителями как проявление обидного недоверия к их деятельности. Экзамены не были обязательными для учеников. Экзамены были короткими и простыми (как правило, один вопрос на предмет), не имели формальной программы или официально утверждённых вопросов — они представляли собой импровизацию, зависевшую от подхода экзаменатора. В 1907 году были опубликованы минимальные экзаменационные требования МНП, которые оказались ещё ниже, чем общепринятые на тот момент; в частности, от учеников вообще не требовалось никаких навыков правописания. Школы предпочитали держаться выработанных практикой более сложных экзаменационных требований.
Занятия в школе оканчивались в апреле, перед началом весенней распутицы. Экзамены же проводились тогда, когда членам училищного совета было удобнее добраться до деревень, — в начале лета. Многие ученики не могли отвлечься от хозяйственных забот, а также не желали повторять учебный курс перед экзаменами. В результате процент учеников, формально окончивших школу и получивших свидетельство, был очень небольшим. В 1905 году свидетельства об окончании училища получили только 9 % от общего числа учеников сельских школ, хотя теоретически школу должно было окончить около 30 % учащихся.
Формально существовала ещё и министерская инструкция 1875 года, предписывавшая устраивать переводные экзамены по окончании каждого года обучения. В действительности такие экзамены проводились только в «министерских» школах.
После введения в 1874 году всеобщей личной воинской повинности выпускники начальных училищ получили значимую льготу. Срок службы для них был сокращён до 4 лет, в то время как служба на общих основаниях продолжалась 6 лет. Для получения льготы нужно было не только проучиться в школе три года, но и сдать официальный экзамен, получив свидетельство об окончании школы.
В 1905 году общий срок службы был сокращён до трёх и четырёх лет (в различных родах войск), а льготы для выпускников начальных народных училищ были отменены, что ещё более снизило интерес учеников к получению свидетельств об окончании школы.

#### Результаты обучения
Учебный курс одноклассного народного училища с трёхлетней продолжительностью обучения не имел целью дать учащимся ничего, кроме элементарной грамотности. Официальные лица с некоторой гордостью отмечали, что одноклассная школа ведомства Министерства народного просвещения формирует устойчивые начальные навыки грамотности у 90 % обучающихся, причём для этого не обязательно проходить все три года обучения. Было распространено мнение, что «нынешние школы могут быть названы только школами грамоты … они не дают образования, но открывают возможность получить его».
По мнению автора официального «Журнала Министерства народного просвещения»:
«Самое ценное практическое значение … принадлежит лишь умению читать и писать. Этим умением ученик … может потом воспользоваться, в интересах не только расширения своего духовного кругозора, но и улучшения материального положения. Что касается всех остальных приобретённых в школе познаний, то они, при своей поверхностности и абстрактном характере, не имеют и не могут иметь особенно важного и ценного практического значения».
Тот же автор полагал, что выпускник сельской школы не может рассказать своими словами ни о каких прочитанных им книгах, не может написать простейшее сочинение о каком-либо случае из своей жизни или расписку при покупке коня, не способен рассчитать, сколько сдачи следует получить с 1 рубля при покупке 1 пуда 17 фунтов овса по цене 32 копейки за пуд, не умеет изложить простейшие основы христианского вероучения своими словами, а не в заученных выражениях.
С самого начала земской школы не прекращалась дискуссия о том, какой из двух путей следует выбрать: либо сосредоточить обучение на получении устойчивой грамотности, не сообщая детям никаких знаний о мире, либо придать курсу общеобразовательный (или профессиональный) характер, при сокращении времени на обучение грамотности. Итоги дискуссии оказались компромиссными: одноклассная школа осталась школой грамотности, а в программу старшего класса двухклассной школы постепенно, в небольших количествах, были включены история, география и обществознание. При этом позиция церковно-приходской школы, состоявшая в том, что школа должна давать детям не столько знания, сколько религиозно-нравственное воспитание (заключавшееся на практике в чтении Псалтири на церковнославянском языке и заучивании молитв), вызывала в земской среде полное неприятие.

### Язык обучения
Нормальным языком обучения в начальной школе правительство всегда считало русский язык, что представляло собой продолжение общей русификаторской политики государства. Однако в многонациональной стране невозможно было просто обучать в начальной школе только на русском языке — значительная часть детей, поступавших в школы, вообще не умела говорить по-русски. Решения, которые принимали власти, в каждом отдельном случае зависели от общей политики по отношению к той или иной национальности.
Земская школа в малой степени сталкивалась с русификаторской политикой правительства: народы, считавшиеся так или иначе политически неблагонадёжными (поляки, евреи, народы Кавказа), компактно проживали преимущественно за пределами земских губерний. Отношение же правительства к обучению народов, проживавших на территории Европейской России, первоначально было вполне сочувственным. С 1870-х годов возникает ряд начальных училищ с преподаванием на языках финно-угорских народов России. С начала 1890-х годов под нажимом МНП возобладала русификаторская тенденция. Из школ были решительно изгнаны местные языки, детей наказывали даже за разговоры между собой на родном языке. Особенно неудачной была идея преподавать русский язык детям, не знающим русского, как родной, привлекая к этому учителей, не знающих языка детей. По воспоминаниям очевидца (о школе Вятской губернии): «В то время как школа для русских детей является матерью, для вотяков она мачеха. Учитель не понимает учеников, ученики — его. Взаимное непонимание приводит к самым печальным результатам. Скука и апатия царят в классе, … учение превращается в мучение».
Обучение детей на неродном языке приводило к парадоксальному результату — в некоторых губерниях с нерусским населением и высоким процентом посещающих школу детей грамотность призывников оказывалась заметно ниже, чем в губерниях с русским населением и с меньшим процентом посещающих школу детей. Школа, скованная требованием преподавать на русском, не достигала никаких полезных целей — большая часть её учеников не усваивала даже элементарной грамоты.
В разработанном правительством проекте «Положения о начальных училищах» (1909 год) указывалось, что при компактном проживании населения, незнакомого с русским языком, учеников следует первые два года обучать на родном языке (в том числе и русскому языку), а на третий и четвёртый год вести обучение на русском языке. Хотя законопроект не был принят, уже с 1907 года отношение министерства к местным языкам в начальной школе начало смягчаться. В некоторых местностях детей в явочном порядке начинали учить русскому языку на местном языке. В 1914 году был принят закон, разрешающий пользоваться в школе местными языками при преподавании на русском во вспомогательных целях. Однако вплоть до Февральской революции вопрос о допуске обучения на местных языках не получил окончательного решения.
Кроме одноклассных народных училищ, существовала большая группа школ с курсом ниже одноклассных. Правительство не проявляло никакого интереса к устройству этих учебных заведений, практически не контролировало их организацию и содержание учебного курса, не выдвигало никаких требований к учебным программам, не субсидировало эти учебные заведения. Эти школы могли вести обучение на любых языках, кроме польского. В результате две крупные группы населения проявили устойчивую тенденцию создавать собственные национальные религиозные школы, а не обучаться в государственной школе на русском языке. Первой группой были мусульманские подданные империи различных национальностей (в земских губерниях — преимущественно татары и башкиры), обучавшие своих детей в медресе. Второй группой были евреи, также предпочитавшие создавать хедеры. На начало 1894 года в медресе училось 8,6 %, а в хедерах 1,5 % от общего числа школьников в земских губерниях.

## Условия обучения

### Размер классов
Нормальный размер класса (так называемый комплект) в земской школе был весьма большим. Во второй половине XIX века земства обычно рассчитывали на 60 человек в классе; с начала XX столетия стандартный расчёт был на 50 человек в классе. Однако эта идеальная картина была далека от действительности. Распределение школ в сельской местности не позволяло отсылать лишних учеников в другую школу, а между тем было невозможно рассчитать школьную сеть так, чтобы дети поступали в школу группами точно по 60 (50) человек. Как только в школу желал поступать 61-й (51-й) ученик, школа вставала перед выбором: можно было либо отказать ему в приёме, либо принять его в класс сверх нормального комплекта, либо ввести добавочный класс (превратить школу в двухкомплектную). Вариант расширения школы был самым сложным и затратным, и часто не имелось ни средств, ни помещения для устройства второго класса. Земства также избегали отказывать желающим, пока классы не переполнялись очевидным образом. По сложившейся практике земства начинали отказывать в приёме не менее чем при 70 учениках в классе, а делили школу на два комплекта приблизительно при 90 учениках в классе.
Результатом такой политики были чрезвычайно большие классы: в 1900 году в большинстве земских губерний на одного учителя приходилось от 50 до 60 учеников, но во многих местах ситуация была значительно хуже — например, в Самарской губернии на учителя приходилось в среднем 77 учеников. В наиболее переполненных школах на учителя приходилось на 10—20 учеников более среднестатистического показателя. С 1905 года земства начали переходить на двухкомплектные школы (с двумя учителями), после чего ситуация стала улучшаться; в 1914 году средний размер класса уменьшился до 41 ученика.

### Школьные здания
Большую проблему представляло то, что далеко не все школы располагали собственными зданиями. Значительная часть школ арендовала помещения (или бесплатно пользовалась предоставляемыми крестьянами помещениями), которые в сельской местности оказывались, как правило, обыкновенными крестьянскими избами. Размеры стандартной крестьянской избы были недостаточны для размещения класса в 50—60 человек, потолки были низкими, а освещённость — совершенно недостаточной для нормального обучения. В худших случаях школы размещались в церковных сторожках, сараях и тому подобных непригодных строениях. Ситуация со школьными помещениями вплоть до конца 1880-х годов описывалась наблюдателями как вопиющая. Обследование школ Херсонской губернии 1886 года показало, что на ученика приходилось всего лишь 2,5 м³ объёма классной комнаты.
Земства всегда признавали наём крестьянских изб под школы полностью неудовлетворительным решением, однако недостаточность финансирования так никогда и не позволила обеспечить все школы собственными зданиями. Активное строительство школьных зданий за свой счёт земства начали в середине 1880-х годов. Наиболее прогрессивные земства разрабатывали программы строительства школ, имели стандартные требования к строительству школьных зданий, типовые проекты и сметы. Школьное здание общепринятого типа состояло из собственно класса, раздевалки, квартиры учителя из комнаты и кухни. Туалет выносили в отдельную постройку. Земства строили как каменные, так и деревянные школы, исходя из местных условий.
По переписи 1911 года в России было 63 742 школьных здания, что составляло 63 % от общего числа школ; 37 % школ пользовались наёмными помещениями. Средняя стоимость здания составляла 3215 рублей.
Санитарно-гигиенические условия в школьных зданиях были неудовлетворительны (в основном из-за большой доли наёмных крестьянских изб) — в 1911 году на одного ученика приходилось в среднем 1,1 м² площади пола и 3,3 м³ объёма классных комнат, на одну классную комнату в училищах всех видов приходилось 38 учеников. Типовые проекты школьных зданий, разработанные Московским губернским земством в 1898 году[≡], предусматривали обучение от 40 до 60 учеников в классе размером в 55 м², то есть от 0,9 до 1,4 м² пола на ученика; при этом Московское земство имело репутацию самого прогрессивного и успешного в сфере образования в России. Для сравнения, по современным российским нормам (на 2010 год) на одного ученика требуется 2,5 м² площади пола и 9 м³ объёма классной комнаты.
Школы при наличии достаточных средств оснащали тем типом мебели, который сохранялся в СССР до конца 1980-х годов, — партами, у которых наклонная столешница с откидным краем и скамейка со спинкой были скреплены между собой[≡]. Так как в классе обучались дети разного возраста и роста, рекомендовалось использовать парты различных размеров; младшие сидели впереди за маленькими партами, старшие — сзади за большими.

## Народные учителя
Преподавать в начальных народных школах могли как мужчины, так и женщины; профессия народного учителя стала первой массовой интеллигентной профессией, доступной для женщин на равных правах с мужчинами. Учителя могли быть только православного исповедания.
От преподавателей не требовалось формального образовательного уровня, право преподавания подтверждалось особым свидетельством на право учителя начальной школы. Окончившие учительские семинарии и институты, церковно-учительские школы, дополнительные педагогические классы женских гимназий получали это свидетельство при выпуске из учебного заведения. Те, кто окончил гимназии, прогимназии и духовные семинарии, получали право преподавать в начальной школе после проведения ими показательного урока. Не имевшие этого образовательного уровня кандидаты могли сдать особый экзамен на свидетельство; экзамен соответствовал в целом шестилетнему курсу городского училища, но только по тем предметам, которые преподавались в начальной школе. Экзамены принимали экзаменационные комиссии гимназий. В виде исключения к преподаванию в одноклассных церковно-приходских школах допускали лиц, окончивших двухклассные школы.
Учителя одноклассных и двухклассных начальных школ не пользовались правами государственной службы — они не имели классных чинов, не получали наград и не имели права на чиновничью пенсию. В то же время учителя были освобождены от призыва в армию. Существенной льготой было право детей учителей на бесплатное обучение в гимназии, предоставлявшееся всем состоявшим на учебной службе; эту льготу получали также и бывшие учителя со стажем не менее 10 лет, если они имели официальное свидетельство о бедности. Для отличения учителей начальных народных училищ от любых учителей, состоявших на государственной службе, их назвали народными учителями.
Для народных учителей не существовало возможности карьерного роста — у начальных школ не было директоров, а вышестоящая должность инспектора народных училищ могла быть занята только чиновниками, к которым учителя не относились.
Кандидаты на вакансии учителей подбирались теми, кто содержал школы (земствами, городами и т. п.), и затем утверждались директорами народных училищ. С 1879 года кандидатуры должны были быть также согласованы с губернаторами по политической благонадёжности. Учителя, как и все наёмные земские служащие, могли в любой момент быть уволены без объяснений по приказу губернатора. Данное право, временно присвоенное губернаторам на основании «Положения о мерах к охранению государственного порядка и общественного спокойствия» в 1881 году, действовало на всей территории России вплоть до Февральской революции.
Труд учителя начальной школы традиционно оплачивался, относительно всех других учителей и преподавателей, довольно плохо (следует, однако, учесть, что учёба продолжалась не более 6−7 месяцев в году). В 1870-х годах средний годовой оклад учителя составлял 120−150 рублей, в 1880-х годах — 150−200 рублей, в 1890-х годах — 200−240 рублей, в 1900-х — 250−300 рублей. К 1911 году средняя зарплата учителя выросла до 364 рублей в год. В целом зарплата сельского учителя была примерно равна верхнему пределу зарплаты квалифицированного рабочего. По устойчивой традиции, кроме жалованья учителя получали бесплатную квартиру с отоплением; часто эта квартира представляла собой жилую комнату и кухню, которые находились в здании школы. Общеземский школьный съезд 1912 года постановил считать целью доведение жалованья до 600 рублей в год, однако многие участники съезда считали такую цифру нереально завышенной.
С 1908 года государство субсидировало жалование учителей в размере 360 рублей в год, а с 1913 года — также и надбавки за выслугу лет в размере 60 рублей в год за каждые пять лет службы (но не более 240 рублей). Если учитель получал большее жалованье, разница доплачивалась уже из средств земства.
Пенсионное обеспечение учителей первоначально было неудовлетворительным — им, наравне с другим низшим персоналом государственных учреждений (сторожа, дворники и т. п.), полагалась пенсия в размере 90 рублей в год. С конца 1870-х многие губернские земства начали учреждать пенсионные кассы земских служащих, в которых на добровольных началах могли участвовать и учителя. В 1900 году правительством была учреждена пенсионная касса народных учителей и учительниц. Учителя уплачивали взносы в размере 6 % жалованья, а ещё 6 % доплачивали учреждения, содержавшие школы. Размер пенсий определялся по сложной шкале, в зависимости от выслуги, наличия иждивенцев и размера уплаченных взносов; для одинокого учителя со стажем в 25 лет пенсия составляла 45 % от жалованья. Так как многие земские пенсионные кассы предоставляли более выгодные условия, учителя не спешили присоединяться к правительственной кассе: в 1910 году в ней состояло только 20 % учителей.
Доходы учителей считались неудовлетворительными. В 1908 году «Журнал Министерства народного просвещения» сообщал:
«При таком размере содержания даже одинокому учителю живется нелегко. Учитель же семейный неизбежно должен испытывать тяжёлую нужду. О каком-либо сбережении или обеспечении семьи на случай старости или инвалидности не может быть и речи. Ограничивая до минимума удовлетворение своих насущных потребностей, едва сводя концы с концами при обычном течении жизни, учительские семьи оказываются, обыкновенно, в крайне критическом положении при наступлении какой-либо жизненной катастрофы. Вот почему многие из учителей бросают свою профессию при первой возможности».
При открытии в сельской местности любых, даже самых скромных, вакансий учителя массово бежали из профессии. В 1880-х годах они заполнили должности сельских урядников, а в конце 1890-х — должности по вводимой казённой продаже питей. Как сообщали уездные Комитеты по делам сельскохозяйственной промышленности, «все они имеют между собой только одно общее: стремление поскорей оставить школу и устроиться как-нибудь иначе».
Учителя зарабатывали существенно меньше, чем их привилегированные коллеги в средней школе: уже в 1870-х годах жалованье учителя гимназии составляло от 750 до 1500 рублей в год при вдвое меньшей учебной нагрузке.
Но, несмотря на скромную оплату труда, земства никогда не испытывали недостатка в желающих занять должность учителя. В 1906 году не было ни одной губернии с незаполненными вакансиями, на одну вакансию приходилось более трёх кандидатов.
Первоначально профессия учителя считалась преимущественно мужской, но процент учительниц постоянно увеличивался. В 1880 году женщины составляли только 20 % от числа учителей, к 1911 году их было уже 54 %. В крупных городах от народных учительниц часто требовалось быть незамужними, но земства, оплачивавшие учителей хуже, не могли быть столь придирчивы, так что сельские учительницы в большинстве губерний могли иметь любой семейный статус.
Для подготовки учителей существовала сеть специальных учебных заведений. Министерство народного просвещения в 1913 году располагало 33 учительскими институтами (2,2 тыс. учащихся) и 128 учительскими семинариями (12 тыс. учащихся); кроме того, дополнительные педагогические классы женских гимназий выпустили 15,3 тыс. учащихся. Была развита и система переподготовки учителей — земства устраивали губернские учительские съезды и учительские курсы, где перед учителями выступали известные педагоги.
Развитие системы образования учителей начальной школы никогда не успевало за ростом школьной сети — в 1911 году 48 % народных учителей имели домашнее или низшее образование.
Профессия народного учителя постепенно стала одной из самых массовых профессий (и самой массовой интеллигентной профессией) дореволюционной России — в 1911 году к ней принадлежало 153 тыс. человек.
Положение, что Закон Божий должен преподавать только священник, по мере развития образовательной системы стало практически невыполнимым: в 1913 году было уже более 135 тыс. различных учебных заведений и только 50 тыс. священников, далеко не все из которых имели желание преподавать. Постепенно и всё более к преподаванию приходилось привлекать диаконов и лиц без сана, носивших наименование учителя Закона Божия (в отличие от священника, именуемого законоучителем), или же поручать эту задачу основным учителям; в 1914 году уже 22 % должностей учителя Закона Божия было занято учителями.
Традиционное вознаграждение законоучителя составляло 60 рублей в год, то есть было в 4 раза меньше, чем у учителя. Хотя формально получалось, что работа законоучителя оплачивалась по более высокой почасовой ставке (Закон Божий в среднем занимал не более 1/8 учебной программы), скромная итоговая сумма не казалась привлекательной для духовенства. Священников постоянно упрекали в равнодушии к земской школе и прохладном исполнении учебных обязанностей.

## Финансирование земских школ

### Расходы на обучение в начальной школе
Расходы на обучение — а вместе с ними комфортность школьных зданий и заработная плата учителей — постепенно росли. В ранний период (1872 год) предполагалось, что годовое обучение одного ребёнка обойдётся не более чем в 3 рубля (при жаловании учителя 120 рублей). В 1904 году годовые расходы на одного учащегося в сельской школе составляли 10,14 рублей, а к 1910 году возросли до 14,69 рублей (а в школах ведомства МНП — до 16,86 рублей).
Начальные училища были значительно более скромными учебными заведениями, чем средние. И комфортность учебных зданий, и площадь их, приходящаяся на одного ученика, и уровень оплаты педагогов были несопоставимы с системой среднего образования. Этот разрыв был вызван разными уровнями финансирования начального и среднего образования. Например, в Киевском учебном округе в 1911 году расходы на обучение одного ученика в год в начальных училищах составляли от 11 до 18 рублей (по различным губерниям), в городских училищах — от 27 до 38 рублей (по различным губерниям), между тем как расходы на обучение в мужских гимназиях составляли 126 рублей, в женских гимназиях — 76 рублей, в реальных училищах — 133 рубля, в средних технических училищах (имевших дорогостоящие учебные мастерские) — 211 рублей. Даже в ремесленных школах, самом простом типе профессиональной школы с курсом ниже среднего, расходы составляли 142 рубля в год.
Расходы на начальное образование на душу населения в год в 1904 году составляли 44 копейки; в 1910 году расходы выросли до 56 копеек в год. Расходы на образование не были тяжким бременем для российской экономики — они составляли менее 0,5 % ЧНП. Россия тратила на образование весьма немного по сравнению не только с ведущими европейскими державами, но и с развивающимися странами. В 1910 году расходы России на образование, приходящиеся на одного жителя в год (56 коп.), были сопоставимы с Испанией (50 коп.), в 1,5 раза меньше, чем у Италии, Перу, Японии и Эквадора (70−80 коп.), в 5 раз меньше Франции (280 коп.), в 7−8 раз меньше Германии и Нидерландов (410−450 коп.), в 11 раз меньше Швейцарии и Англии (610 коп.).
Как только после начала работы III Думы (1907 год) по вопросам развития образования был достигнут политический консенсус между правительством, парламентом и земствами, оказалось, что непосредственно изыскание средств в бюджете не представляло собой существенной проблемы; узким местом развития образования стали, скорее, организационные возможности земств по разворачиванию школьных сетей и подготовке учителей. Многие политики считали возможным ещё более быстрый рост ассигнований. Например, крайне правый В. И. Гурко, видный чиновник МВД, пропагандировал идею ежегодного увеличения школьных расходов на 50 млн рублей в год, до уровня 550 млн рублей в год.

### Финансирование школ до 1907 года
По оценкам дореволюционного исследователя Б. Веселовского, к концу 1870-х годов в земских губерниях действовало около 10 тысяч земских и сельско-общественных школ, на которые земства тратили 2 млн рублей, а сельские общества (включая неденежные расходы) — 3 млн рублей. К концу 1880-х количество школ увеличилось до 14 тысяч, земства и общества расходовали на них приблизительно поровну, по 4 млн рублей. После этого расходы сельских обществ (в том числе и в абсолютных цифрах) начали уменьшаться. К концу 1890-х годов действовало 16,5 тысяч школ, на которые земства тратили 7,5 млн рублей, а общества — 1,5 млн рублей. К 1900 году рост расходов земств резко увеличился, в 1900 году земства расходовали на образование 16,6 млн рублей, в 1905-м — 26,3 млн рублей.
До открытия III Думы земства действовали, не получая практически никаких казённых субсидий, — размер государственной помощи никогда не достигал 1 млн рублей. Государство предпочитало финансировать в земских губерниях независимую сеть «министерских» училищ (по смете МНП) и церковно-приходские школы (по смете Св. Синода).
В 1905 году на содержание начальных училищ всех ведомств было израсходовано 65,0 млн рублей; казна несла 26,1 % расходов, земства — 25,1 %, города — 14,9 %, крестьянские общества — 13,9 %, пожертвования дали 10 % расходов, а плата за обучение (взимавшаяся только в городских училищах) — 5 %.

### Финансирование в эпоху законодательных учреждений
III Государственная Дума начала работу 1 ноября 1907 года. Идеи увеличения финансирования начальной школы поддерживались и такими политиками, которые были непримиримыми врагами по всем остальным вопросам. Несмотря на провал закона о введении всеобщего образования, законодательные учреждения ежегодно вотировали очередное повышение государственных субсидий школам. Субсидии предоставлялись школам тех губерний, где были составлены и согласованы с МНП планы развития школьных сетей до достижения всеобщего образования.
Размер субсидии составлял 390 рублей в год на комплект (50 учеников с одним штатным учителем и законоучителем на половинной ставке), с 1913 года субсидия была увеличена до 420 рублей. Субсидия предоставлялась только на жалованье учащим. Кроме того, предусматривались льготные кредиты земствам на строительство школ и особые средства для выплаты учителям прибавки к жалованью за выслугу лет.
Общие бюджетные расходы по смете МНП на начальное образование (включая сюда и субсидии сторонним школам, и содержание министерских школ) стремительно росли. В 1907 году бюджет предусматривал 9,7 млн рублей, в 1908-м — 15,9 млн, в 1909-м — 22,2 млн, в 1910-м — 28,3 млн, в 1911-м — 39,6 млн, в 1912-м — 47,8 млн, в 1913−1914 годах бюджет МНП продолжал расти на 8,5 млн рублей в год. Менее охотно законодательные учреждения вотировали рост расходов по смете Св. Синода — в 1909 году расходы составляли 8,3 млн рублей, в 1911-м — 11,2 млн. В 1912 году ведомство смогло получить крупные прибавки, целевым образом направленные на увеличение жалованья учителей, в 1912 году расходы составили 14,6 млн рублей, в 1913-м — 17,8 млн рублей.
Земства были более ограничены в росте расходов, так как в 1900 году был принят закон о предельности земского обложения, по которому рост расходов земств более чем на 3 % в год подлежал особому согласованию с правительством. Однако в рамках политики, принятой в 1907 году, государство охотно поддерживало рост расходов земств. В 1908 году земства расходовали на образование (включая сюда государственные субсидии) 26,3 млн рублей, в 1910-м — 42,6 млн, в 1912-м — 66,4 млн.
Образование, несмотря на повышенные обязательства государства, продолжало быть предметом совместного финансирования. Так, в 1910 году из общей суммы расходов на начальное образование в 96,3 млн рублей — 37,2 млн (39 %) было израсходовано казной, 21,6 млн (22 %) — земствами, 12,8 млн (13 %) — городами, 10,5 млн (11 %) крестьянскими обществами, остальные 15 % расходов приходились на расходы частных лиц, церквей, доходы с капиталов и небольшую (3,9 млн рублей) плату за обучение (взималась только в городских училищах).

## Проекты всеобщего обучения

### Первые проекты
Первые проекты введения всеобщего начального образования начинают рассматриваться Министерством народного просвещения и циркулировать в земской среде с начала 1880-х годов. В 1880 году министерство провело специальное обследование школ Европейской России для выяснения возможности введения всеобщего обучения, но расчётные расходы (76 миллионов рублей в год) показались настолько непосильными для казны, что к проекту более не возвращались. В 1895—1896 годах под руководством В. П. Вахтерова был разработан первый земский проект всеобщего обучения, также не получивший никакого движения. Проект отличался крайне скромной оценкой расходов — на введение всеобщего образования в земских губерниях земствам требовалась субсидия в 12 млн рублей в год.
В 1903 году чиновник МНП В. И. Фармаковский выступил с проектом введения всеобщего обучения в губерниях Европейской России. Проект Фармаковского заключался в том, чтобы, оставив земскую и церковно-приходскую школу в существующем состоянии, обеспечить всеобщее обучение (в губерниях Европейской России) за счёт развития казённой начальной школы. Автор считал возможным достичь этого в течение 10 лет, постепенно повышая государственные расходы до уровня 108 млн рублей в год. Начать реализацию проекта предполагалось именно с той губернии, где земству удалось достигнуть наилучших результатов, — с Московской.
В том же году с альтернативным проектом выступил крупный чиновник статс-секретарь А. Н. Куломзин; предполагается, что проект был его личной инициативой, связанной с его претензией на пост министра народного просвещения. Проект носил более компромиссный характер — предполагалось развивать и земские, и церковно-приходские школы (установив между ними чёткое разделение функций), распределяя государственное пособие между двумя ведомствами поровну. В малых селениях предлагалось продолжать открывать упрощённые школы грамоты. Предполагалось по возможности удлинить курс одноклассного училища до четырёх лет. Куломзин оценивал расходы на всеобщее начальное обучение по всей территории России в 85 млн рублей в год. При расчётных сроках достижения всеобщего обучения от 10 лет в городах и 15 лет в губерниях Европейской России до 25 лет в Средней Азии предполагалось увеличивать расходы государства не более чем на 2 млн рублей в год, при пропорциональном увеличении расходов земств, городов и крестьянских обществ.
Хотя проект Фармаковского никогда не был принят в качестве официально утверждённого, МНП на практике начало предварительные работы по его реализации: по губерниям и уездам был начат сбор необходимых данных, составлялись необходимые инструкции и прочие документы. Этот процесс вызвал большое неудовольствие в земской среде: земские деятели привыкли считать, что они лучше, чем чиновники, подходят к роли лидеров образовательного процесса. Особенно болезненной инициатива министерства выглядела на фоне того, что в 1900 году был принят закон о предельности земского обложения: земствам разрешалось увеличивать свои расходы не более чем на 3 % в год; это практически блокировало все возможности развития земской образовательной системы без государственной субсидии.
С началом революции 1905 года министерские инициативы заглохли, а с момента учреждения Государственной Думы правительство уже не возвращалось к своим старым планам.

### Законодательные инициативы
1 ноября 1907 года правительство внесло в III Государственную Думу законопроект «О введении всеобщего начального обучения в Российской империи». Основные положения этого законопроекта:
- Правительство субсидирует местному самоуправлению развитие и содержание школьной сети до уровня полного охвата детей соответствующего возраста обучением в объёме одноклассного начального училища;
- Земства и городские самоуправления обязаны в течение двух лет составить планы школьных сетей; при разработке планов следует исходить из четырёхлетнего обучения, комплекта школы (то есть количества детей на одного учителя) в 50 человек, радиуса доступности школы в 3 версты;
- Земствам, составившим план школьной сети и согласовавшим его с МНП, предоставляется субсидия на оплату труда учителя (360 рублей в год) и законоучителя (60 рублей в год) для всех существующих и вновь открываемых школ; все остальные расходы должны принимать на себя сами содержатели школ.

Комиссия по народному образованию Думы рассматривала проект чрезвычайно долго, до декабря 1910 года, после чего передала его в Общее собрание Думы. Законопроект, вызвавший оживлённые дебаты, слушался в Общем собрании три раза в январе и феврале 1911 года и был утверждён Думой 19 марта 1911 года. Дума внесла в правительственный законопроект следующие изменения:
- Установлено, что субсидии на начальное образование должны увеличиваться как минимум на 10 млн рублей каждый год в течение 10 лет;
- Срок достижения всеобщего образования был установлен в 10 лет;
- Церковно-приходские школы не имели права на получение субсидий.

МНП рассчитывало, что при достижении всеобщего образования на всей территории Российской империи расходы государства на субсидии составят 103 млн рублей в год.
Государственный совет при рассмотрении проекта постановил изменить закон, убрав указание на обязательный десятилетний срок введения всеобщего обучения, а также предложил увеличить ежегодное повышение субсидий до 10,5 млн рублей с тем, чтобы из них 1,5 млн рублей расходовались на церковно-приходские школы. Была создана согласительная комиссия Думы и Государственного совета, которая не смогла согласовать решения обеих палат. После этого Государственный совет 5 июня 1912 года отклонил законопроект.
Таким образом, решающую роль в судьбе законопроекта сыграл вопрос о дальнейшей судьбе церковно-приходских школ. В результате столкновения антиклерикально настроенного думского большинства (октябристов) и правого большинства Государственного совета официальное признание курса на введение всеобщего образования оказалось невозможным.
В декабре 1912 года депутаты IV Думы выступили с новым предложением о разработке закона о всеобщем начальном обучении. Дума рассмотрела этот вопрос в мае 1913 года, причём было решено, что законопроект будут разрабатывать параллельно МНП и комиссия Думы. Работа над законом шла неспешно, начавшаяся война помешала разработать и принять закон.
Однако, несмотря на провал законопроекта в законодательных учреждениях, связанный с декларативными позициями противостоящих политических групп, в политической среде существовал консенсус в том, что развитие образования должно субсидировать государство. В бюджеты 1908−1914 годов закладывалось ежегодное повышение субсидий на начальные школы, соответствующие законы легко проходили через законодательные учреждения. Министерство народного просвещения без всякого закона распределяло эти субсидии точно по тем принципам, которые были предусмотрены провалившимся законопроектом. Таким образом, программа всеобщего обучения осуществлялась на практике, хотя и не была официально декларирована.

### Построение школьных сетей
Необходимым условием построения качественной системы образования в сельской местности было формирование школьных сетей, то есть размещение новых школ по единому плану так, чтобы всему населению была обеспечена хорошая доступность школы. Построение сетей было сложным делом: в неплотно населённой местности большие школы оказывались расположенными далеко от отдалённых деревень, а маленькие школы — обходились в расчёте на одного ученика слишком дорого. В плотно населённых губерниях центральной России нормальным радиусом (предельным расстоянием до школы) принимались 3 версты (3,2 км), в менее населённых губерниях — 5 вёрст. Но в неплотно заселённых губерниях Северной России подобные сети выстраивать не удавалось — в Вятской губернии расстояния до школы достигали 20 вёрст. Дети не были способны ежедневно преодолевать такие большие расстояния, особенно в осеннюю и весеннюю распутицу. В худшем случае крестьянам приходилось за плату устраивать детей «на квартиры» в том селении, где находилась школа. В лучшем случае в здании школы для них устраивали примитивное бесплатное общежитие, где дети ночевали в течение всей недели; обстановка была простой — дети спали на нарах.
Длительное время, до начала XX века, дискуссионным являлся и вопрос о том, как более рационально организовывать школы при лимитированном финансировании — устраивать больше дешёвых школ без собственных зданий и с кратчайшим курсом (школы грамоты) или же развивать в меньшем количестве более дорогие и основательно поставленные одноклассные училища. В 1900-х годах идея школ грамоты в земской среде совершенно отмирает, за неё продолжало держаться только церковное ведомство.
Ещё в начале XX века многие земства проектировали школьные сети, не закладывая в планы всеобщее образование: в некоторых случаях предполагался охват образованием всех мальчиков, но не более трети девочек. После 1905−1908 годов идея всеобщего образования для обоих полов в качестве цели для развёртывания школьных сетей была принята всеми земствами.
До 1908 года планы школьных сетей были частной инициативой отдельных земств. С 1908 года они превратились в обязательное условие получения значительных казённых субсидий. Планы школьных сетей получили обязательную форму, установленную министерством. Земства составляли план школьной сети всеобщего обучения, с таким количеством новых школ, при котором, в рамках стандартного комплекта в 50 человек, одна школа обслуживала трехверстный радиус; церковно-приходские школы включались в сеть по добровольному соглашению с церковным ведомством; в случае исключительной удаленности малолюдных селений при ближайших школах предусматривались ночлежные приюты. План сети сопровождался финансовым планом, в котором описывались расходы на содержание существующих школ, очередность и сроки сооружения проектируемых школ, расходы на их строительство и содержание. План утверждался Министерством народного просвещения, после чего для существующих школ казна субсидировала заработную плату учителей, а для строящихся — предоставляла земствам льготный 40-летний кредит на строительные нужды. Земство, в свою очередь, принимало на себя обязательство финансировать все прочие расходы дотируемых школ (освободив от расходов крестьянские общества), и, если казённая дотация освобождала средства, расходовать их только на дальнейшее расширение школьной сети. Если в сеть были включены церковно-приходские школы, их дотирование производилось из особо выделенной части бюджетного фонда. Государство финансировало программу в пределах лимита, устанавливавшегося отдельным законом на каждый год (законодатели ежегодно увеличивали лимит); с 1909 года фонд дотации заработной платы и школьно-строительный фонд были раздельными. Кем бы ни содержались финансируемые школы, земство выступало единым распорядителем государственной дотации в уезде.

## Параллельные системы начального образования
Параллельно с земской школой существовали и альтернативные типы школ. Прежде всего, в неземских губерниях основным типом школ были казённые начальные школы (имевшие различные наименования), в основных чертах схожие с земской школой. В земских губерниях в небольшом количестве действовали «образцовые» школы, полностью содержимые на казённый счет. Наиболее крупной альтернативной системой начального образования были церковно-приходские школы ведомства Св. Синода, существовавшие по всей России, кроме Царства Польского. Начальные школы всех остальных типов (фабрично-заводские школы, частные школы, школы различных казённых ведомств и учреждений) были очень малочисленными.

### Церковно-приходские школы
Церковно-приходские школы представляли собой старый тип начальной школы (по Уставу 1804 года все начальные школы были приходскими). Церковь проявляла мало интереса к развитию собственной школьной сети до тех пор, пока в начале 1880-х годов государство не стало проводить политику форсированного развития церковно-приходской школы. С 1884 года создаются церковно-училищные советы при епархиях, активно понуждающие приходских священников открывать школы. С 1896 года резко увеличивается государственное финансирование церковно-приходских школ, до 1907 года государство расходует на них больше средств, чем на все остальные начальные школы.
В 1905 году было уже 39 637 школ с 1770 тыс. учеников. С 1908 года прослеживается обратная тенденция — к 1913 году число церковно-приходских школ уменьшилось до 34 241 (из них 32 165 сельских) при небольшом (до 1821 тыс.) увеличении количества учащихся. Таким образом, после общего провала в развитии образовательной системы в период революции 1905−1907 годов церковно-приходские школы более не развивались; происходило только укрупнение школ при стабильном числе учащихся. Причина прекращения роста была проста: система церковно-приходских школ в значительной мере опиралась на казённые субсидии; в 1913 году из негосударственных источников на школы поступило только 9,3 млн рублей, то есть 5,2 рубля на ученика в год. Как только антиклерикально настроенная Дума начала направлять все бюджетные ассигнования на развитие светской школы, церковная школа стала увядать.
Различные земства по-разному относились к конкурирующей системе церковно-приходских школ; некоторые из них даже выделяли церковной школе небольшие субсидии. Но общее отношение земских деятелей к церковной школе можно считать неблагоприятным. Особенно негативно были настроены учителя земских школ. Церковно-приходскую школьную систему обвиняли в том, что школы бедны и запущены, плохо оплачиваемые и неквалифицированные учителя безразличны к детям, а духовенство относится к школе как к обузе. Не меньшую критику вызывала склонность духовенства к организации школ упрощённого типа: двулетних одноклассных школ и одногодичных школ грамоты. С земской точки зрения, сокращённое обучение стоило меньше, но было безрезультатным: при обучении менее трёх лет выпускники постепенно забывали грамоту.
Обсуждение вопроса о дальнейшей судьбе церковной школы в Думе политизировалось. Правые партии выступали за церковную школу, центр и левые — за земскую с казённой субсидией. Правоконсервативные защитники церковной школы проговаривали вслух то, что земские критики этой школы боялись сказать открыто: с земской точки зрения школа должна была не заставлять детей заучивать молитвы и пересказывать эпизоды из Священной истории, а давать полезные практические знания. Правительство П. А. Столыпина выступало согласованно с думским центром, предлагая полную передачу церковных школ в ведение МНП. Хотя правительственный законопроект не смог пройти Государственный Совет, и церковно-приходские школы продолжили автономное существование, к началу 1910-х годов данный тип школы фактически перестал развиваться и постепенно приходил в упадок.

### «Образцовые» училища
В земских губерниях Министерство народного просвещения учреждало так называемые «образцовые» училища. В отличие от земских школ, министерские училища подчинялись директорам и инспекторам народных училищ не только в надзорном, но и в хозяйственном отношении, представляя собой полностью казённую школу.
Образцовые училища, в отличие от земских школ, полностью выполняли все формальные требования министерских инструкций. Девочки и мальчики в них обучались раздельно; на практике это означало, что девочек туда не брали, если не было двух параллельных классов, то есть в подавляющем большинстве случаев. Учебный год продолжался 10 месяцев в году (включая праздники), что вызывало неодобрение крестьян, в хозяйстве которых детский труд требовался уже с середины весны. При переходе на следующий год обучения проводились промежуточные экзамены. Всё это приводило к тому, что министерские училища, лучше обеспеченные финансово и не требовавшие софинансирования от населения, не пользовались популярностью у крестьян.
Земские школы были почти исключительно одноклассными (земствам разрешили открывать двухклассные школы только в 1905 году), а среди министерских училищ преобладали двухклассные. Это также не способствовало популярности министерских училищ — население, полностью убеждённое в необходимости предметов первого класса, не вполне понимало, зачем нужны предметы, проходимые во втором классе: элементарная история, география, естествознание.
Министерские училища характеризовались земскими авторами как забюрократизированные, находящиеся под жёстким надзором и подавляющие инициативу учителя.

## В культуре
- Картины на тему земских школ являются значимой частью творчества художника-передвижника Н. П. Богданова-Бельского.
- В книге И. Д. Василенко «Жизнь и приключения Заморыша» описывается обучение в земской школе от имени учителя.

## Законодательные акты о начальном образовании (тексты)
- Устав народным училищам в Российской империи 1786 года
- Устав учебных заведений, подведомых университетам, 1804 года
- Устав гимназий и училищ уездных и приходских 1828 года
- Положение о начальных народных училищах 1864 года
- Положение о начальных народных училищах 1874 года

## Словарные статьи
- Начальное народное образование // Новый энциклопедический словарь. — Петроград: Издание АО «Издательское дело бывшее Брокгауз-Ефрон», 1916. — Т. 28. — С. 123−149..